# William Beardmore
William Beardmore, 1.º Barão Invernairn DL (16 de Outubro de 1856 – 9 de Abril de 1936), conhecido como Sir William Beardmore, Bt, entre 1914 e 1921, foi um empresário industrial anglo-escocês, fundador da William Beardmore and Company, uma empresa de engenharia e construção naval. Foi um dos principais patrocinadores da Expedição Nimrod de Ernest Henry Shackleton.